# Liste des poissons d'eau de mer au Québec

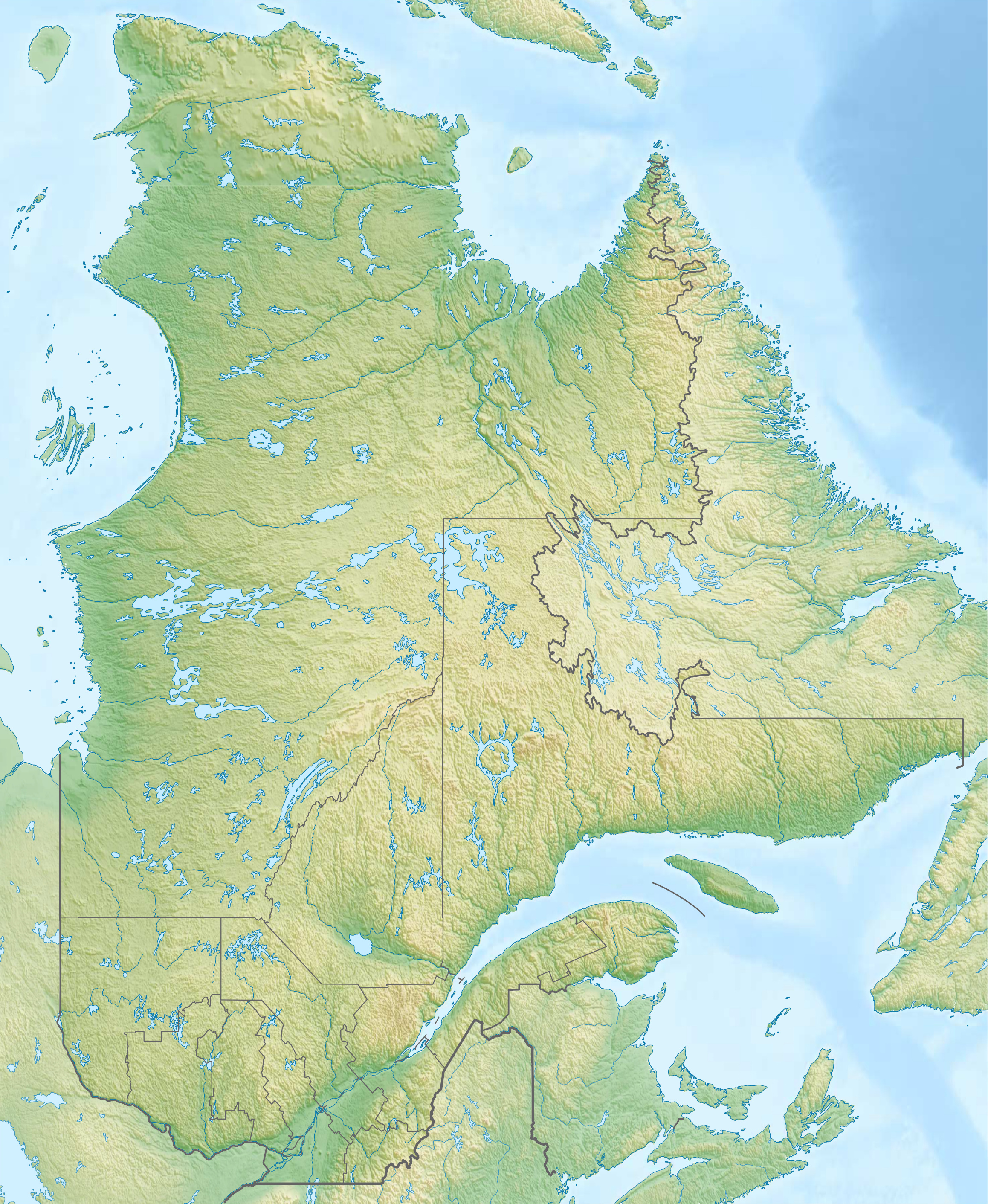
Carte topographique du Québec.

Localisation du Québec au Canada.

Pour des articles plus généraux, voir Liste des poissons d'eau douce au Canada et Liste des poissons au Québec.
Cette liste recense l'ichtyofaune d'eau de mer observée le long des côtes du Québec. Elle répertorie les espèces de poissons marins, incluant les espèces catadromes et anadromes, susceptibles d'être rencontrées à proximité du littoral marin de la province.
Cette liste a été élaborée à partir de deux sources : « Poissons marins du Saint-Laurent » de Dutil et. al., 2011, et Annotated List of the Arctic Marine Fishes of Canada de Coad et Reist, 2004.
Dutil et. al., 2011 recensent les espèces trouvées dans le fjord du Saguenay, l'estuaire moyen et maritime du Saint-Laurent, ainsi que la partie nord du golfe du Saint-Laurent en incluant les espèces fréquentant surtout des eaux douces qui peuvent être retrouvées à l’occasion en eaux saumâtres.  Toutefois, comme les travaux de Dutil et. al., 2011 exclus la baie des Chaleurs, la présente liste pourra peut-être être bonifiée en s'appuyant sur des sources supplémentaires.
La liste de Coad et Reist, 2004 exclue les espèces fréquentant surtout les eaux douces et relève uniquement les espèces marines, catadromes et anadromes.  Dans la liste de Coad et Reist, 2004, seulement les espèces pour lesquelles on indique explicitement leur présence en eaux territoriales du Québec ont été retenues. Les plans d'eau couverts par la liste de Coad et Reist, 2004 comprennent notamment la baie d'Hudson, la baie de James, le détroit d'Hudson et la baie d'Ungava.

## OrdreMyxiniformes

### FamilleMyxinidae
- Myxine du nord  (Myxine glutinosa)  Linnaeus, 1758

## OrdrePetromyzontiformes

### FamillePetromyzontidae
- Lamproie argentée  (Ichthyomyzon unicuspis) Hubbs & Trautman, 1937
- Lamproie de l'est  (Lampetra appendix) (Reighard and Cummins, 1916)
- Lamproie marine  (Petromyzon marinus) Linneaus, 1758

## OrdreLamniformes

### FamilleLamnidae
- Grand requin blanc  (Carcharodon carcharias)  (Linnaeus, 1758)
- Maraîche  (Lamna nasus)  (Bonnaterre, 1788)

### FamilleCetorhinidae
- Pèlerin  (Cetorhinus maximus)  (Gunnerus, 1765)

## OrdreSqualiformes

### FamilleEtmopteridae
- Aiguillat noir  (Centroscyllium fabricii) (Reinhardt, 1825)

### FamilleSomniosidae
- Laimargue atlantique  (Somniosus microcephalus) (Bloch et Schneider, 1801)

### FamilleSqualidae
- Aiguillat commun  (Squalus acanthias) Linnaeus, 1758

## OrdreRajiformes

### FamilleRajidae
- Raie épineuse  (Amblyraja radiata) (Donovan, 1808)
- Raie tachetée  (Leucoraja ocellata) (Mitchill, 1815)
- Raie à queue de velours  (Malacoraja senta) (Garman, 1885)
- Raie ronde  (Rajella fyllae) (Lütken, 1887)
- Raie boréale  (Amblyraja hyperborea) (Collett, 1879)
- Raie à queue courte  (Amblyraja jenseni) (Bigelow & Schroeder, 1950)

### FamilleArhynchobatidaeouRajidae
- Raie à queue épineuse  (Bathyraja spinicauda) (Jensen, 1914)

## OrdreAcipenseriformes

### FamilleAcipenseridae
- Esturgeon jaune  (Acipenser fulvescens) Rafinesque, 1817
- Esturgeon noir  (Acipenser oxyrinchus)  Linnaeus, 1758

## OrdreAlbuliformes

### FamilleNotacanthidae
- Tapir à grandes écailles  (Notacanthus chemnitzii) Bloch, 1788

## OrdreAnguilliformes

### FamilleAnguillidae
- Anguille d'Amérique  (Anguilla rostrata) (Lesueur, 1817)

### FamilleNemichthyidae
- Avocette ruban  (Nemichthys scolopaceus) J. Richardson, 1848

### FamilleSerrivomeridae
- Serrivomer trapu  (Serrivomer beanii) Gill et Ryder, 1883

### FamilleSynaphobranchidae
- Anguille égorgée  (Synaphobranchus kaupii) Johnson, 1862

## OrdreSiluriformes

### FamilleIctaluridae
- Barbotte brune  (Ameiurus nebulosus) (Lesueur, 1819)
- Barbue de rivière  (Ictalurus punctatus)  (Rafinesque, 1818)
- Barbotte des rapides  (Noturus flavus) Rafinesque, 1818

## OrdreSalmoniformes

### FamilleSalmonidae
- Cisco de lac  (Coregonus artedi) Lesueur, 1818
- Grand corégone  (Coregonus clupeaformis) (Mitchill, 1818)
- Saumon atlantique  (Salmo salar) Linnaeus, 1758
- Omble de fontaine  (Salvelinus fontinalis) (Mitchill, 1814)
- Ménomini rond  (Prosopium cylindraceum) (Prennant, 1784)
- Omble chevalier  (Salvelinus alpinus) (Linnaeus, 1758)

## OrdreStomiiformes

### FamilleSternoptychidae
- Grande hache d'argent  (Argyropelecus gigas) Norman, 1930
- Hache du talus continental  (Polyipnus clarus) Harold, 1994

### FamilleStomiidae
- Chauliode très lumineux  (Chauliodus sloani) Bloch & Schneider, 1801
- Dragon boa  (Stomias boa) (A. Risso, 1810)

### FamilleGonostomatidae
- Cyclothone à petites dents  (Cyclothone microdon) (Günther, 1878)

## OrdreAulopiformes

### FamilleParalepididae
- Lussion blanc  (Arctozenus risso) (Bonaparte, 1840)

## OrdreMyctophiformes

### FamilleMyctophidae
- Lanterne glaciaire  (Benthosema glaciale)  (Reinhardt, 1837)
- Lampe à nez denté  (Lampadena speculigera) Goode & T. H. Bean, 1896
- Lanterne  (Notoscopelus elongatus) (Costa, 1844)
- Lanterne à grandes écailles[Note 1]  (Symbolophorus veranyi) É. Moreau, 1888

### FamilleNeoscopelidae
- Lanterne à grandes écailles[Note 1] (Neoscopelus macrolepidotus) Johnson, 1863

## OrdrePercopsiformes

### FamillePercopsidae
- Omisco  (Percopsis omiscomaycus) (Walbaum, 1792)

## OrdreGadiformes

### FamilleGadidae
- Saïda imberbe  (Arctogadus glacialis) (Peters, 1872)
- Saïda franc  (Boreogadus saida) (Lepechin, 1774)
- Motelle à quatre barbillons  (Enchelyopus cimbrius) (Linnaeus, 1766)
- Morue franche  (Gadus morhua) Linnaeus, 1758
- Ogac  (Gadus ogac) Richardson, 1836
- Mustèle argentée  (Gaidropsarus argentatus) (J. C. H. Reinhardt, 1837)
- Lotte  (Lota lota) (Linnaeus, 1758)
- Aiglefin  (Melanogrammus aeglefinus) (Linnaeus, 1758)
- Poulamon atlantique  (Microgadus tomcod) (Walbaum, 1792)
- Poutassou  (Micromesistius poutassou) (Risso, 1827)
- Merluche à longues nageoires  (Phycis chesteri) Goode & T. H. Bean, 1878
- Goberge  (Pollachius virens) (Linnaeus, 1758)
- Merluche blanche  (Urophycis tenuis) Mitchill, 1814

### FamilleMacrouridae
- Grenadier du Grand Banc  (Nezumia bairdii)  Goode & T. H. Bean, 1877)
- Grenadier de roche  (Coryphaenoides rupestris) Gunnerus, 1765
- Grenadier berglax  (Macrourus berglax) Lacépède, 1801

### FamilleMerlucciidae
- Merlu argenté  (Merluccius bilinearis) Mitchill, 1814

### FamilleLotidae
- Mustèle arctique à trois barbillons  (Gaidropsarus ensis) (J. C. H. Reinhardt, 1837)

## OrdreLophiiformes

### FamilleCeratiidae
- Pêcheur à deux massettes  (Ceratias holboelli) Krøyer, 1845
- Pêcheur à trèfle  (Cryptopsaras couesii) T. N. Gill, 1883

### FamilleLophiidae
- Baudroie d'Amérique  (Lophius americanus)  Cuvier in Cuvier et Valenciennes, 1837

## OrdreBeloniformes

### FamilleScomberesocidae
- Balaou  (Scomberesox saurus) (Walbaum, 1792)

## OrdreCyprinodontiformes

### FamilleFundulidae
- Fondule barré  (Fundulus diaphanus) (Lesueur, 1817)
- Mummichog  (Fundulus heteroclitus) (Linnaeus, 1766)

## OrdreBeryciformes

### FamilleTrachichthyidae
- Poisson-montre  (Hoplostethus mediterraneus) Cuvier, 1829

## OrdreGasterosteiformes

### FamilleGasterosteidae
- Épinoche à quatre épines  (Apeltes quadracus) (Mitchill, 1815)
- Épinoche à trois épines  (Gasterosteus aculeatus) (Linnaeus, 1758)
- Épinoche tachetée  (Gasterosteus wheatlandi) Putnam, 1867
- Épinoche à neuf épines  (Pungitius pungitius) (Linnaeus, 1758)

## OrdrePerciformes

### FamilleAmmodytidae
- Lançon d'Amérique  (Ammodytes americanus) DeKay, 1842
- Lançon du nord  (Ammodytes dubius) Reinhardt 1837
- Lançon gourdeau  (Ammodytes hexapterus) Pallas, 1814

### FamilleStichaeidae
- Lompénie naine  (Anisarchus medius) (Reinhardt, 1837)
- Quatre-lignes atlantique  (Eumesogrammus praecisus) (Krøyer, 1836)
- Lompénie tachetée  (Leptoclinus maculatus) (Fries, 1838)
- Lompénie élancée  (Lumpenus fabricii) Reinhardt, 1836
- Lompénie-serpent  (Lumpenus lampretaeformis) (Walbaum, 1792)
- Stichée arctique  (Stichaeus punctatus) (Fabricius, 1780)
- Ulvaire deux-lignes  (Ulvaria subbifurcata)  (Storer, 1839)

### FamilleAnarhichadidae
- Loup à tête large  (Anarhichas denticulatus) Krøyer, 1845
- Loup atlantique  (Anarhichas lupus) Linnaeus, 1758
- Loup tacheté  (Anarhichas minor) Olafsen, 1772

### FamilleSciaenidae
- Malachigan  (Aplodinotus grunniens) Rafinesque, 1819

### FamilleCaristiidae
- Cariste du Groenland  (Caristius groenlandicus) Jensen, 1941

### FamilleCryptacanthodidae
- Terrassier tacheté  (Cryptacanthodes maculatus) D. H. Storer, 1939

### FamillePercidae
- Raseux-de-terre gris  (Etheostoma olmstedi) Storer, 1842
- Perchaude  (Perca flavescens) (Mitchill, 1814)
- Doré noir  (Sander canadensis) (Griffith et Smith, 1834)
- Doré jaune  (Sander vitreus) (Mitchill, 1818)

### FamillePholidae
- Sigouine de roche  (Pholis gunnellus) (Linnaeus, 1758)
- Sigouine rubanée  (Pholis fasciata) Bloch & Schneider, 1801

### FamilleZoarcidae
- Unernak caméléon  (Gymnelus viridis) Fabricius, 1780
- Snakeblenny  (Lycenchelys paxillus) (Goode & T. H. Bean, 1879)
- Lycode à tête longue  (Lycenchelys verrillii) (Goode & T. H. Bean, 1877)
- Lycode quadrillée  (Lycenchelys kolthoffi) Jensen, 1904
- Lycode d'Esmark  (Lycodes esmarkii) (Collett, 1875)
- Lycode de Laval  (ou Lycode du Labrador)  (Lycodes lavalaei) Vladykov & Tremblay, 1936
- Lycode pâle  (Lycodes pallidus) Collett, 1879
- Lycode polaire  (Lycodes polaris) (Sabine, 1824)
- Lycode arctique  (Lycodes reticulatus) Reinhardt, 1835
- Lycode atlantique  (Lycodes terraenovae) Collett, 1896
- Lycode à carreaux  (Lycodes vahlii) Reinhardt, 1831
- Lycode à selles  (Lycodes mucosus) J. Richardson, 1855
- Mollasse atlantique  (Melanostigma atlanticum) Koefoed, 1952
- Loquette d'Amérique  (Zoarces americanus) (Bloch et Schneider, 1801)

### FamilleMoronidae
- Baret  (Morone americana) (Gmelin, 1789)

### FamilleStromateidae
- Stromatée à fossettes  (Peprilus triacanthus) (Peck), 1804

### FamilleScombridae
- Maquereau bleu  (Scomber scombrus) Linnaeus, 1758

### FamilleLabridae
- Tanche-tautogue  (Tautogolabrus adspersus) (Walbaum, 1792)

## OrdrePleuronectiformes

### FamillePleuronectidae
- Plie grise  (Glyptocephalus cynoglossus) (Linnaeus, 1758)
- Plie canadienne  (Hippoglossoides platessoides) (Fabricius, 1780)
- Flétan de l'Atlantique  (Hippoglossus hippoglossus) (Linnaeus, 1758)
- Limande à queue jaune  (Limanda ferruginea) (Storer, 1839)
- Plie lisse  (Pleuronectes putnami) (Gill, 1864)
- Plie rouge  (Pseudopleuronectes americanus) (Walbaum, 1792)
- Flétan du Groenland  (Reinhardtius hippoglossoides) (Walbaum, 1792)

## OrdreTetraodontiformes

### FamilleMolidae
- Môle  (Mola mola) (Linnaeus, 1758)

## OrdreCypriniformes

### FamilleCatostomidae
- Meunier rouge  (Catostomus catostomus) (Forster, 1773)
- Meunier noir  (Catostomus commersonii) (Lacepède, 1803)

### FamilleCyprinidae
- Carpe  (Cyprinus carpio) Linnaeus, 1758

## OrdreClupeiformes

### FamilleClupeidae
- Gaspareau  (Alosa pseudoharengus) Wilson, 1811
- Alose savoureuse  (Alosa sapidissima) Wilson, 1811
- Hareng atlantique  (Clupea harengus) Linnaeus, 1758
- Alose à gésier  (Dorosoma cepedianum) (Lesueur, 1818)

## OrdreEsociformes

### FamilleEsocidae
- Grand brochet  (Esox lucius) Linnaeus, 1758

## OrdreArgentiniformes

### FamilleBathylagidae
- Garcette-goître  (Bathylagus euryops) Goode & T. H. Bean, 1896

## OrdreOsmeriformes

### FamilleArgentinidae
- Grande argentine  (Argentina silus) (Ascanius, 1775)

### FamilleOsmeridae
- Capelan  (Mallotus villosus) (Müller, 1776)
- Éperlan arc-en-ciel  (Osmerus mordax) (Mitchill 1814)

## OrdreScorpaeniformes

### FamilleCottidae
- Hameçon atlantique  (Artediellus atlanticus) Jordan & Evermann, 1898
- Hameçon neigeux  (Artediellus uncinatus) (Reinhardt, 1834)
- Chabot à tête plate  (Cottus ricei) (E. W. Nelson, 1876)
- Tricorne arctique  (Gymnocanthus tricuspis) (Reinhardt, 1830)
- Icèle à deux cornes  (Icelus bicornis) (Reinhardt, 1840)
- Icèle spatulée  (Icelus spatula)  Gilbert & Burke, 1912
- Chaboisseau bronzé  (Myoxocephalus aenaeus) (Mitchill, 1815)
- Chaboisseau à dix-huit épines  (Myoxocephalus octodecemspinosus) (Mitchill, 1815)
- Chaboisseau à épines courtes  (Myoxocephalus scorpius) (Linnaeus, 1758)
- Chaboisseau à quatre cornes  (Myoxocephalus quadricornis) (Linnaeus, 1758)
- Chaboisseau arctique  (Myoxocephalus scorpioides) Fabricius, 1780
- Faux-trigle armé  (Triglops murrayi) Günther, 1888
- Faux-trigle à grands yeux  (Triglops nybelini) Jensen, 1944
- Faux-trigle bardé  (Triglops pingelii) Reinhardt, 1837)

### FamilleAgonidae
- Agone atlantique  (Leptagonus decagonus) (Bloch & J. G. Schneider, 1801)
- Alligator arctique  (Ulcina olrikii) (Lütken, 1877)

### FamillePsychrolutidae
- Cotte polaire  (Cottunculus microps) Collett, 1875

### FamilleAgonidae
- Alligator atlantique  (Aspidophoroides monopterygius) (Bloch, 1786)

### FamilleLiparidae
- Limace à longues nageoires  (Careproctus longipinnis) Burke, 1912
- Petite limace de mer  (Careproctus reinhardti) (Krøyer, 1862)
- Limace atlantique  (Liparis atlanticus) Jordan et Evermann, 1898
- Limace gélatineuse  (Liparis fabricii) Krøyer, 1847
- Limace marbrée  (Liparis gibbus) Bean, 1881
- Limace des laminaires  (Liparis tunicatus) Reinhardt, 1836
- Limace ardente  (Paraliparis calidus) Cohen, 1968
- Limace à museau noir  (Paraliparis copei) Goode & T. H. Bean, 1896

### FamilleCyclopteridae
- Grosse poule de mer  (Cyclopterus lumpus) Linnaeus, 1758
- Petite poule de mer atlantique  (Eumicrotremus spinosus) (Fabricius, 1776)
- Petite poule de mer arctique  (Eumicrotremus derjugini)  Popov, 1926

### FamilleScorpaenidae
- Chèvre impériale  (Helicolenus dactylopterus) (Delaroche, 1809)

### FamilleHemitripteridae
- Hémitriptère atlantique  (Hemitripterus americanus) Gmelin, 1789

### FamilleScorpaenidae
- Sébaste acadien  (Sebastes fasciatus) Storer 1854
- Sébaste atlantique  (Sebastes mentella) Travin, 1951
- Sébaste orangé  (Sebastes norvegicus) (Ascanius, 1772)